# 栽突那大学

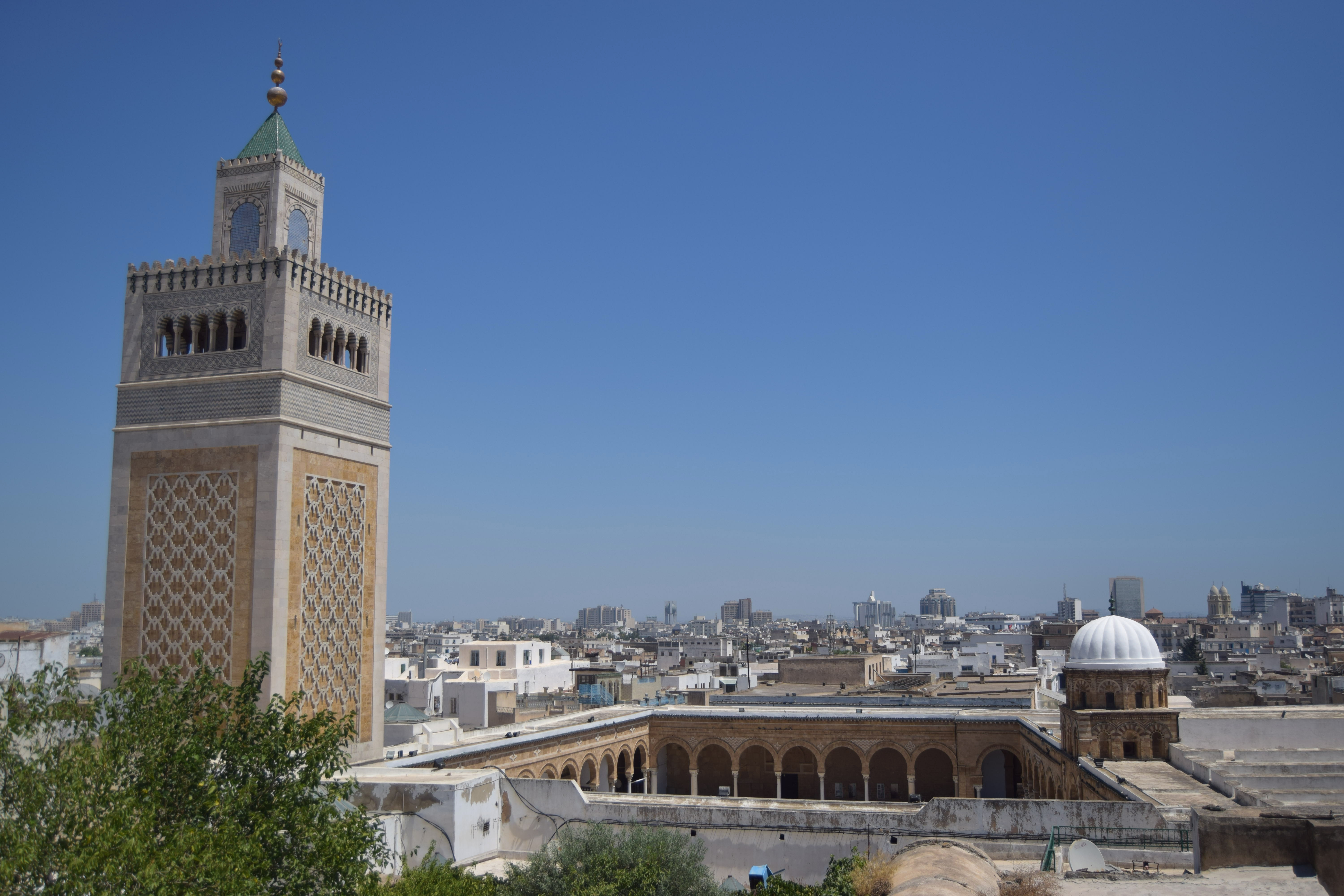
宰圖納大清真寺為大學所在地

栽突那大学（阿拉伯語：  جامعة الزيتونة）是位於突尼斯突尼斯市的一所公立古代中世纪大学。该大学起源于建于七世纪末以及八世纪初的宰图纳大清真寺，该清真寺後來发展成北非的一個学习中心，許多人在此學習與伊斯蘭教有關的內容。 